# Kateterburen aortaklaffimplantation
Kateterburen aortaklaffimplantation, på engelska "Transcatheter aortic valve implantation (TAVI), är byte av aortaklaffen i hjärtat genom de större artärerna (i motsats till byte genom öppen hjärtkirurgi). Klaffen förs in via en av flera metoder: transfemoralt (via ljumsken), transapikalt (genom hjärtats vägg), subklavikulärt (under nyckelbenet) och transaortalt (genom ett minimalinvasivt kirurgiskt snitt i stora kroppspulsådern),  bland annat. Transfemoral access är vanligast.
Symptomatisk aortastenos har dålig prognos. Ingen botande läkemedelsbehandling finns idag, vilket gör tidpunkten för byte av aortaklaff till det viktigaste beslutet för dessa patienter  . Fram tills nyligen var byte genom öppen hjärtkirurgi standard för vård hos vuxna med uttalad symptomatisk aortastenos. Riskerna förknippade med öppen kirurgi ökar dock hos äldre patienter och hos de med samtidig allvarlig systolisk hjärtsvikt eller kranskärlssjukdom, såväl som hos personer med komorbiditeter såsom cerebrovaskulär och perifer arteriell sjukdom, kronisk njursjukdom och kronisk lungsjukdom.

## Medicinsk användning
Patienter med symtomatisk uttalad aortastenos har, obehandlat, en dödlighet på cirka 50% efter 2 år  . Hos patienter där öppen hjärtkirurgi bedömts utgöra alltför stor risk, minskar TAVI signifikant mortalitet och symtom från hjärtat  . För närvarande rekommenderas inte rutinmässigt TAVI för patienter med låg risk till förmån för öppen aortaklaffskirurgi, men det erbjuds allt oftare till patienter med medelhög kirurgisk risk, baserat på nyligen genomförda studier som visar att metoden inte är underlägsen öppen kirurgi  .

## Historia
Katetermetoden uppfanns och utvecklades på Århus Universitetssjukhus, Danmark 1989 av Henning Rud Andersen ,  som utförde de första djurimplantationerna samma år . Den första implantationen hos en patient utfördes 2002 den 16 april av Alain Cribier i Hopital Charles Nicolle, vid University of Rouen .  Tekniska experterna Stan Rowe och Stan Rabinowitz samarbetade med läkarna Alain Cribier, (på NewYork – Presbyterian ), Mehmet Oz, Marty Leon och andra för att skapa Percutaneous Valve Technologies (PVT) 2002. Företaget köptes av Edwards Lifesciences 2004 och blev Sapien-klaffen, den första aortaklaff som fick FDA-godkännande .  Den fick FDA-godkännande i november 2011 för användning på inoperabla patienter och i oktober 2012 för användning hos patienter med hög kirurgisk risk. Klaffen är effektiv för att förbättra funktionen hos patienter med uttalad aortastenos. Den är nu godkänd i mer än 50 länder.

## Implantation
Klaffarna implanteras utan öppen hjärtkirurgi. Katetern förs in i kroppen, klaffen placeras och implanteras sedan inuti den sjuka aortaklaffen varpå katetern avlägsnas. Katetern kan införas i kroppen från ett av flera kärl . 
Den transfemorala metoden kräver att katetern och klaffen sätts in via ljumsken. I likhet med proceduren vid ballongsprängning av kränskärlen, sker detta via ett litet snitt i ljumsken, genom vilket katetern långsamt matas längs artären till rätt läge vid aortaklaffen. Ett större snitt i ljumsken kan behövas under vissa omständigheter . 
Den transapikala metoden innebär att katetern och klaffen införs genom hjärtans spets och genom vänster kammare. Under generell anestesi görs ett litet kirurgiskt snitt mellan revbenen, följt av en liten punktering i hjärtat. Katetern matas sedan långsamt till rätt läge vid aortaklaffen. Punkteringen av hjärtat sys sedan igen.
Den transaortala metoden innebär att katetern och klaffen införs genom övre delen av bröstkorgen på höger sida. Under generell anestesi görs ett litet kirurgiskt snitt längs det högra övre bröstbenet, följt av en liten punktering av aorta (stora kroppspulsådern) . Katetern matas sedan långsamt till rätt läge vid aortaklaffen. Hålet i aorta stängs sys sedan igen .
Vid subklavikulär access görs ett snitt under nyckelbenet i allmän anestesi, varpå katetern förs fram till rätt position vid aortaklaffen. Katetern avlägsnas sedan och snittet sys igen.